# Brunfläckig pärlemorfjäril
Brunfläckig pärlemorfjäril (Boloria selene) är en orange fjäril med brunsvarta fläckar vars larver äter violblad. Denna fjäril förekommer i stora delar av Europa, Asien och Nordamerika.

## Utseende

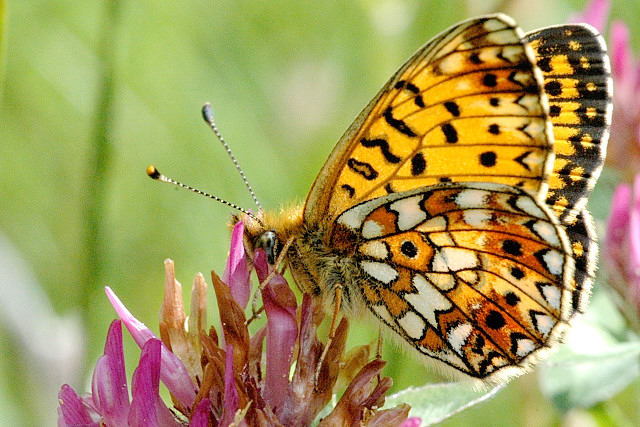
Undersidan på brunfläckig pärlemorfjäril.

Vingspannet varierar mellan 34 och 44 millimeter. Hanen och honan ser i stort sett likadana ut. Ovansidan är orange med brunsvarta fläckar. Mot kroppen är fläckarna oregelbundna och bildar taggiga band. Mot ytterkanterna är fläckarna runda och längst ut vid ytterkanterna är de v-formade och når den brunsvarta ytterkanten, så att orange fläckar bildas däremellan. Undersidan av framvingen är något ljusare orange med strödda oregelbundna brunsvarta fläckar. I framhörnet är framvingen ljusgul och ljusare brun. Undersidan av bakvingen är mönstrad med gula, orange, bruna och vita fält. Längs ytterkanten på bakvingens undersida finns sju vita fläckar.
Larven är gråsvart med mycket ljust bruna taggar. Den blir upp till 20 millimeter lång.

## Levnadssätt
Denna fjäril, liksom alla andra fjärilar, genomgår under sitt liv fyra olika stadier; ägg, larv, puppa och fullvuxen (imago). En sådan förvandling kallas för fullständig metamorfos.
Flygtiden, den period när fjärilen är fullvuxen, infaller i juni och juli. Ibland hinner en andra generation utvecklas och den flyger i augusti. Under flygtiden parar sig fjärilarna och honan lägger äggen på violblad. Ur ägget kläcks larven. Värdväxter, de växter larven lever på och äter av, är olika arter i violsläktet. Antingen förpuppas larven när den vuxit färdigt, och ur puppan kläcks då i augusti den andra generationens fullbildade fjärilar, eller så slutar larven äta innan den vuxit färdigt och övervintrar. När violbladen åter växer fram på våren fortsätter den att äta tills den är färdigvuxen, förpuppas därefter och puppan kläcks i juni och flygtiden börjar.

### Habitat
Fjärilens habitat, den miljö den lever i, är fuktig ängsmark och kärrmark, öppen skogsmark eller bergssluttningar.

## Utbredning
Den brunfläckiga pärlemorfjärilen finns i norra och centrala Europa och österut genom Sibirien och Kazakstan till Altaj och östra Amurområdet. I Nordamerika finns den i stora delar av Kanada, i Alaska, i norra USA samt i Klippiga bergen. Den förekommer i hela Norden utom på Island och i fjällen i Sverige och Norge.

## Systematik
Ibland placeras denna art i släktet Clossiana, men oftare anges detta som ett undersläkte till Boloria.
Artnamnet selene kan syfta på både månen eller mångudinnan Selene.